# April, and a Flower
April, and a Flower (tiếng Hàn: 사월, 그리고 꽃; Romaja: sawol, geurigo kkot) là mini-album đầu tay của ca sĩ Hàn Quốc Chen, được SM Entertainment phát hành vào ngày 1 tháng 4 năm 2019. Album bao gồm 6 bài hát trong đó có đĩa đơn "Beautiful Goodbye". Album có ba phiên bản vật lý: April, Flower và Kihno.

## Phát hành và quảng bá
Ngày 8 tháng 3 năm 2019, Chen được công bố là sẽ ra mắt với tư cách ca sĩ solo với album đầu tay của mình vào tháng 4. Ngày 19 tháng 3, tựa đề và bìa của album được tiết lộ. Ngày 22 tháng 3, danh sách bài hát của album được công bố. Album được phát hành cùng với video âm nhạc của đĩa đơn "Beautiful Goodbye" vào ngày 1 tháng 4.
Cũng trong ngày 1 tháng 4, Chen tổ chức một showcase để chia sẻ về quá trình thực hiện album và biểu diễn "Beautiful Goodbye" lần đầu tiên. Sau đó anh tổ chức sự kiện dành cho người hâm mộ tại Coex Artium Mall và biểu diễn "Sorry Not Sorry" và "Beautiful Goodbye". Chen bắt đầu biểu diễn trên các chương trình âm nhạc hàng tuần vào ngày 5 tháng 4 và đã giành chiến thắng trên hai chương trình. Anh tổ chức sự kiện ký tặng album tại Sinchon vào ngày 6 tháng 4, và tại Busan và Daegu vào ngày 20 tháng 4.

## Danh sách bài hát
| STT              | Nhan đề | Phổ lời                  | Phổ nhạc                                    | Phối khí                | Thời lượng |
| ---------------- | --- | ------------------------ | ------------------------------------------- | ----------------------- | ---------- |
| 1.               | "Flower" (꽃; Kkot) | Kim Jong-dae JQ          | Kim Je-hwi                                  | Kim Je-hwi              | 4:01       |
| 2.               | "Beautiful Goodbye" (사월이 지나면 우리 헤어져요; Sawor-i Jinamyeon Uri He-eojyeoyo; lit: After April, We Are Separated) | Jisoo Park (153/Joombas) | MooF (153/Joombas) Jisoo Park (153/Joombas) | MooF (153/Joombas)      | 4:29       |
| 3.               | "Sorry Not Sorry" (하고 싶던 말; Hago Shibdeon Mal; lit: What You Want To Say)                                           | Paul Kim                 | Phenomenotes                                | Song Young-joo          | 4:26       |
| 4.               | "Love Words" (사랑의 말; Sarang-e Mal; lit: A Word Of Love)                                                              | Kenzie                   | Kenzie                                      | Kenzie                  | 3:36       |
| 5.               | "I'll Be There" (먼저 가 있을게; Meonjeo Ga Isseulge; lit: I'll Be There First)                                          | Min Yeon-jae             | KingMing                                    | KingMing                | 4:12       |
| 6.               | "Portrait of You" (널 그리다; Neol Geurida; lit: Draw You)                                                               | Seo Ji-eum               | Andreas Stone Johansson Ricky Hanley        | Andreas Stone Johansson | 4:12       |
| Tổng thời lượng: | Tổng thời lượng: | Tổng thời lượng:         | Tổng thời lượng:                            | Tổng thời lượng:        | 25:04      |

## Bảng xếp hạng
| Bảng xếp hạng (2019)                 | Thứ hạng cao nhất |
| ------------------------------------ | ----------------- |
| Album nhạc số Pháp (SNEP)            | 33                |
| Album Nhật Bản (Oricon)              | 51                |
| Hot Albums Nhật Bản (Billboard)      | 34                |
| Album Hàn Quốc (Gaon)                | 2                 |
| Album Anh Quốc Digital (OCC)         | 92                |
| Album Hoa Kỳ Heatseekers (Billboard) | 7                 |
| Album Hoa Kỳ Independent (Billboard) | 33                |
| Album Hoa Kỳ World (Billboard)       | 3                 |

| Bảng xếp hạng (2019)  | Thứ hạng |
| --------------------- | -------- |
| Album Hàn Quốc (Gaon) | 29       |

## Doanh số
| Khu vực    | Doanh số |
| ---------- | -------- |
| Hàn Quốc   | 212.252  |
| Trung Quốc | 90.000   |
| Nhật Bản   | 3.220    |
| Mỹ         | 1.000    |

## Giải thưởng
| Năm  | Lễ trao giải       | Hạng mục     | Kết quả | Chú thích |
| ---- | ------------------ | ------------ | ------- | --------- |
| 2020 | Golden Disc Awards | Disc Bonsang | Đề cử   | [ 27 ]    |

## Lịch sử phát hành
| Khu vực       | Ngày phát hành     | Định dạng         | Hãng đĩa                 |
| ------------- | ------------------ | ----------------- | ------------------------ |
| Hàn Quốc      | 1 tháng 4 năm 2019 | CD nhạc số stream | SM Entertainment Dreamus |
| Nhiều khu vực | 1 tháng 4 năm 2019 | stream            | SM Entertainment         |